# David Degen
David Degen (Hölstein, 15 febbraio 1983) è un ex calciatore svizzero, di ruolo centrocampista.
Ha un fratello gemello, Philipp, anch'egli calciatore.

## Carriera

### Club
Inizia la sua carriera all'Aarau nel 2000, prima di raggiungere il fratello Philipp al Basilea nel 2003. Dopo tre stagioni in riva al Reno, con la vittoria di due campionati ed una Coppa Svizzera, si trasferisce nella Fußball-Bundesliga tedesca al Borussia Mönchengladbach nel 2006, firmando un contratto fino al 30 giugno 2009. Dopo la retrocessione del club nella 2. Fußball-Bundesliga il manager Jos Luhukay lo manda in prestito ancora al Basilea per la stagione 2007-2008.
Dopo aver vinto con i rossoblu Super League e Coppa di Svizzera passa allo Young Boys per la stagione 2008-2009, con un contratto fino al 2011. Successivamente ritorna al club renano, dove conclude la carriera alla fine della stagione 2013-2014.

### Nazionale
È stato incluso nel quadro della Nazionale per i mondiali di Germania 2006.

## Palmarès

### Club
- Campionato svizzero: 5

Basilea: 2003-2004, 2004-2005, 2007-2008, 2012-2013, 2013-2014
- Coppa Svizzera: 2

Basilea: 2002-2003, 2007-2008